# Etiqueta

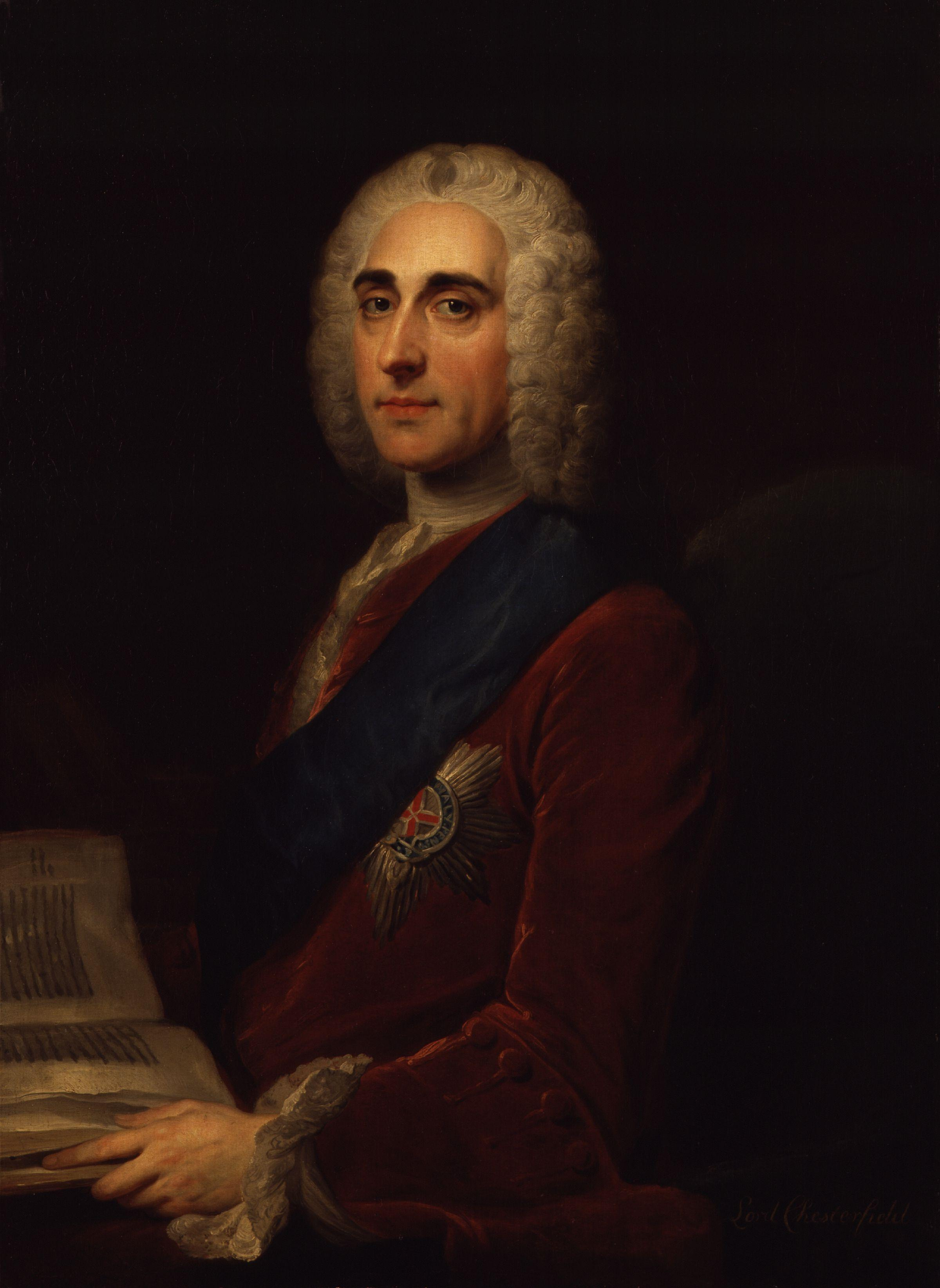
O político inglês Philip Dormer Stanhope inventou o termo "etiqueta" em meados do século XVIII. Pintura de William Hoare.

Etiqueta (do francês "étiquette", "estechier": "atar", "trespassar") é o conjunto de normas cerimoniais e conjunto de costumes que indicam a ordem de precedência e que controlam o comportamento adequado aceito por determinados grupos sociais e em determinadas situações sociais, formas de "polidez" no trato social padronizadas na Europa a partir do século XVI; tipos de comportamentos de uso pela corte em eventos (públicos ou não) onde estiverem presentes chefes de estado e/ou alta autoridades, tais como, solenidades e datas oficiais; por extensão, são ainda as normas a serem observadas entre particulares, no trato entre si.
Para o sociólogo alemão Norbert Elias, são normas de conduta que denotam boa educação, a partir da ideia de autocontrole como indicador de civilidade; estas mudanças de comportamento formam mesmo a base do estado nacional moderno, a partir da instalação das monarquias absolutas. Segundo ele "o controle mais complexo e estável da conduta passou a ser cada vez mais instilado no indivíduo desde seus primeiros anos, como uma espécie de automatismo, uma autocompulsão à qual ele não poderia resistir, mesmo que desejasse" (...) "Nessa sociedade aquele que melhor conseguir moderar suas paixões é aquele que terá melhores vantagens, conseguirá e manterá favores".

## Etimologia
O vocábulo "etiqueta" vem do francês "étiquette" (fonética: /ˈet̬·ɪ·kət/), variação do francês antigo "estiquette", derivado de "estechier", "estiquier", ou "estiquer", que significava em português "atar", "trespassar", "enterrar". Uma forma de polidez, um sentimento de delicadeza.

## Histórico

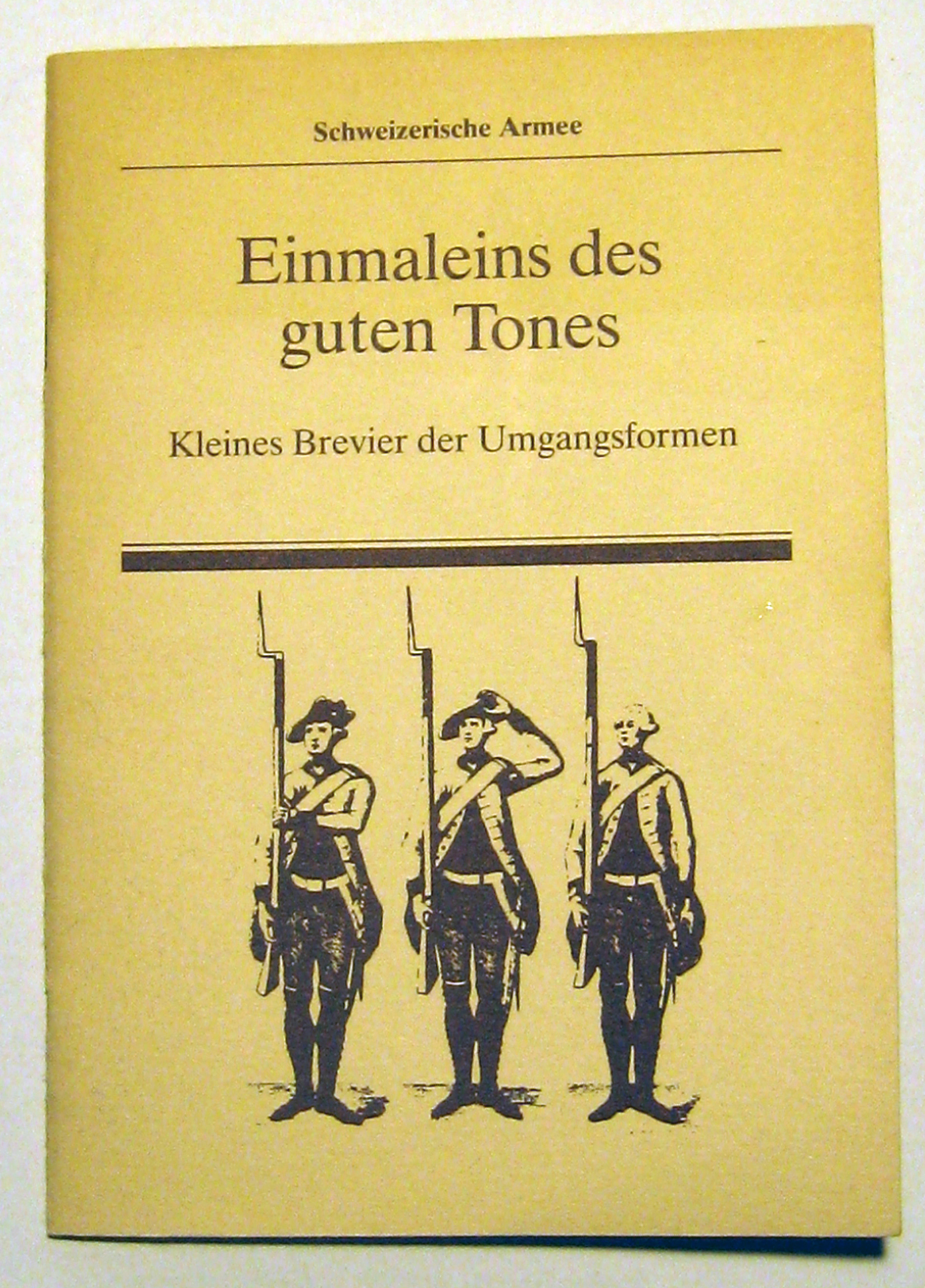
Manual em alemão sobre etiqueta do exército suíço (1981).

Estas regras passaram a ser escritas em manuais, na Europa, a partir do século XVI, que retratavam formas de "bom-tom" ou de "polidez" no trato social. Era originalmente destinada às classes abastadas mas, com o advento das mídias de comunicação em massa no século XX e a ampliação da sociedade de consumo, passaram a se dirigir também às camadas inferiores da sociedade.
O primeiro filósofo a ocupar-se da etiqueta foi Erasmo de Roterdão que, em 1530, publicou De civilitate morum puerilium (Da civilidade dos costumes das crianças), sendo a primeira obra que se tem conhecimento sobre o assunto; ali Erasmo procura orientar a formação infantil, no que toca ao gestual, vestimentas, expressões faciais, dentre outras, para delimitar o comportamento e demonstrando as boas e más condutas; dá grande ênfase na etiqueta à mesa, onde verdadeiramente se reconhece quem é ou não nobre.
Um segundo manual surge em 1558, na Itália, de autoria de Giovanni della Casa, intitulado Galateo, onde o autor descreve em narrativa um velho a ensinar boas maneiras a um jovem. A etiqueta passara a ser o modulador do status quo, a distinguir o "civilizado" do "bruto" ou "bárbaro".
Foi no reinado de Luís XIV de França, contudo, que proliferaram as "sociedades da corte", e as normas de etiqueta ganharam grande divulgação e importância.
No Brasil o uso e aprendizado da etiqueta parece haver ganhado impulso com a vinda da Família Real, em 1808; no final do século XIX e começo do seguinte é que finalmente obras variadas foram publicadas, e adotadas no ensino público.

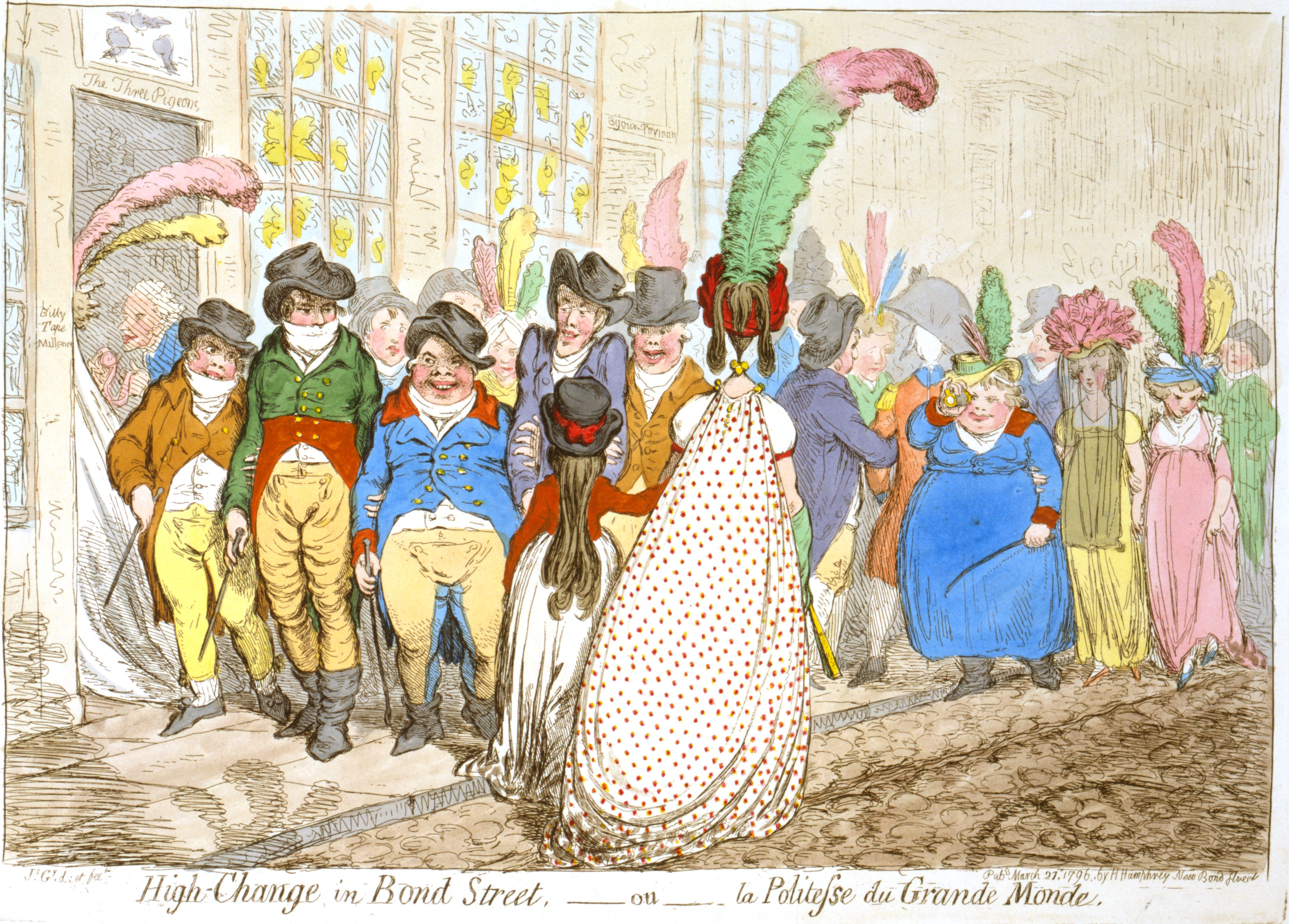
Em High-Change in Bond Street,—o—la Politesse du Grande Monde (1796), James Gillray caricaturou a falta de etiqueta num grupo de homens olhando lascivamente para as mulheres e empurrando-as para fora da calçada.

## Estilo vitoriano
Na era vitoriana (período que compreendeu o reinado da rainha Vitória do Reino Unido) a etiqueta tornou-se o código moral da elite. Tudo era feito rigidamente, de acordo com o que se acreditava ser a forma correta.

### Vestimenta
• Depois das 18h, usavam-se as tiaras/diademas. Era consenso que, após as 18h, os chapéus deviam ser trocados por tiaras, já que não haveriam mais eventos que exigiam proteção solar.
• Tiaras eram reservadas apenas para mulheres casadas. A tradição no Reino Unido proibia uma mulher solteira de usar uma tiara, pois era um símbolo do casamento. No entanto, uma vez casadas, as mulheres poderiam imediatamente usar uma tiara, até mesmo no dia do casamento.
• Crianças não deviam usar calças compridas até os treze anos.

### Socialmente
• Os vitorianos nunca apertavam as mãos. 
• As mulheres nunca tiravam as luvas em público, exceto para comer. Quando o faziam, deviam pousá-las sobre o colo.
• Os homens tiravam o chapéu na presença de um superior, mas não deveriam fazê-lo para um membro de classes mais baixas.
• Ao entrar em algum lugar, as mulheres precediam os homens.
• Pessoas de nível inferior sempre seriam apresentadas a pessoas de nível superior, e não o contrário — e somente se a pessoa de nível superior tivesse dado sua permissão.
• Nenhum contato sexual era permitido antes do casamento. A inocência era exigida, principalmente das mulheres.
• Era comum que casais dormissem em quartos separados.
• Normalmente as crianças passavam grande parte do dia com uma babá, mesmo se os pais estivessem disponíveis.

## Guia do jantar vitoriano
Na era vitoriana, os jantares eram exibições genuínas de poder, repletos de regras que deveriam ser seguidas. Interprete este tópico como um guia duplo.

### Sendo anfitrião
• Uma anfitriã vitoriana predetermina cuidadosamente todos os aspectos de um jantar — não apenas o cardápio e os lugares à mesa, mas também os tópicos de conversa durante a refeição, as flores e os convidados.
• Os cartões de convites devem ser emitidos com, pelo menos, três semanas de antecedência.
• Toldos e carpetes devem ser fornecidos do meio-fio à casa quando houver um grande evento.
• A anfitriã deve sempre estar perto da porta para receber os convidados. Se ela tiver filhas que surgiram na sociedade, elas devem receber os convidados com a mãe e depois se misturar para serem vistas.

### Sendo convidado
• Aquele que não puder comparecer a determinado evento deve enviar um aviso por correio ou mensageiro para a anfitriã.
• O convidado deve deixar seu cartão de visita numa bandeja que, provavelmente, estará sobre uma mesa, antes de entrar no local do evento. O mordomo o anunciará quando ele entrar, de acordo com o que estiver escrito no cartão.
• A pontualidade é extremamente importante se você deseja dar uma boa primeira impressão. Os hóspedes se reunirão em algum local da casa, e se houver um grande grupo de convidados, os homens receberão um cartão contendo o nome da mulher que estará sentada ao seu lado.
• Depois que o mordomo anunciar o jantar, o dono da casa conduzirá todos até a sala de jantar, com a dama de posição mais alta ao seu lado, guiada por ele. Eles serão seguidos pelo resto da família e convidados em pares. Os cavalheiros deverão oferecer seus braços às senhoras, não necessariamente suas companheiras. A última a sair deve ser a anfitriã, acompanhada pelo homem mais "socialmente importante".
• Normalmente o jantar deve ser servido razoavelmente tarde, por volta das 20h. 
• Certifique-se de estar preparado para um jantar, já que ele pode conter assuntos muito longos, e deixar a mesa é bastante rude.
• Com quem você fala num jantar também é governado pelas regras de etiqueta. Você não pode simplesmente iniciar uma conversa com alguém do lado oposto da mesa quando lhe apetecer. Seria rude com quem estivesse ao seu lado.
• Quando a refeição começa, deve-se conversar com um de seus vizinhos - o lado geralmente será ditado pela dona da casa, então siga a orientação. Durante o curso da refeição (à medida que os pratos são servidos) a anfitriã se volta para o outro vizinho do outro lado e talvez dê uma tosse discreta ou outro sinal para informar aos convidados que eles agora podem se virar e falar com a pessoa do outro lado. Isso garante que ninguém seja ignorado e é conhecido como o giro da mesa.
• Você pode esperar sentar próximo da pessoa com quem chegou, mas geralmente não irá. Haverá um plano de assentos cuidadosamente planejado. Na sua chegada, você receberá um cartão informando de quem você está sentado ao lado, ou os cartões podem estar discretamente distribuídos pela mesa. Os convidados sentam-se no sistema homem-mulher-homem em torno da mesa, e os casais são normalmente separados. 
• Muitas vezes, casais de compromisso oficial recente sentam-se juntos para que possam conversar e se conhecer publicamente.
• Se a casa para a qual você foi convidado é excepcionalmente grande, tente manter seu espanto para si mesmo. Provavelmente os anfitriões não a construiram, só a mantém, então não são diretamente responsáveis por sua surpresa.
• Depois que o jantar termina, as mulheres se retiram para a sala de visitas ou para o salão, enquanto os homens permanecem na mesa de jantar para conversar livremente sobre política e geralmente colocar os negócios em ordem.
• Para os homens, o álcool e o tabaco costumam estar envolvidos - o anfitrião recebe uma jarra de vinho ou xerez (ou conhaque) de que ele se serve e serve aos outros. Enquanto isso, as mulheres tomam café enquanto se entregam a algumas fofocas sobre o mais recente escândalo ou possíveis romances dentro de seu círculo social.